# ابوالفضل احمد میدانی
ابوالفضل احمد بن محمد میدانی نیشابوری که بیشتر با نام ابوالفضل میدانی شناخته‌ می‌شود، (به اختضار: میدانی یا المیدانی) زبان‌شناس، ادیب، شاعر و نویسنده ایرانی مشهور به شیخ الادب و الامام ابو الفضل المیدانی در سده پنجم و ششم هجری قمری بوده است. میدانی به دو زبان فارسی و عربی کاملاً مسلط بود. او از شاگردان ابوالحسن علی بن احمد واحدی و یعقوب بن احمد نیشابوری بود. فرزندش، سعید بن احمد میدانی، و ابوجعفر احمد بن علی مقری بیهقی از شاگردان او بودند.

## نام
ابوالفضل احمد میدانی نیشابوری.
- (به عربی: أحمد بن محمد بن أحمد بن إبراهیم المیدانی أبو الفضل النیسابوری)

## زندگی
احمد میدانی در نیشابور به دنیا آمد و در همان‌جا پرورش یافت. نیشابور در زمان او یکی از بزرگترین مراکز تمدن اسلامی به شمار می‌رفت و او در این شهر ساکن محلهٔ میدان زیاد بود، به میدانی مشهور شد. میدانی در سال ۵۱۸ قمری در همین محله در نیشابور درگذشت.

## آثار و نوشته‌ها
- «مجمع الامثال» یا «جامع الامثال» :معروف‌ترین اثر وی [پیوند مرده] [پیوند مرده] که در فارسی با عنوان مجمع الامثال به همراه معادل فارسی توسط مصطفی تراویده و در یک مجموعه ۴ جلدی ترجمه شده است
- «السامی فی الاسامی»
- «الهادی للشادی»، در نحو فارسی
- «نزهة الطرف»، در علم صرف
- «شرح المفضلیات» یا «اسماء التفضیل»
- «الانموذج»، در نحو
- کتاب «النحو المیدانی»
- «المصادر»
- «منیة الراضی فی رسائل القاضی»
- «اساس العربیة»
- قید الأوابد من الفوائد.